# Stanisław Jan Majewski (działacz kombatancki)
Stanisław Jan Majewski pseud. „Stach” (ur. 8 lutego 1929 w Warszawie, zm. 13 grudnia 2023) – polski działacz konspiracji niepodległościowej w czasie II wojny światowej oraz uczestnik powstania warszawskiego, powojenny działacz kombatancki i członek Prezydium Zarząd Związku Powstańców Warszawskich.

## Życiorys
Przyszedł na świat w Warszawie jako syn Jana i Zofii z domu Synowiec. Jego ojciec był urzędnikiem. W trakcie okupacji niemieckiej podczas II wojny światowej wstąpił do Szarych Szeregów. W trakcie powstania warszawskiego walczył w szeregach Batalionu Zaremba-Piorun AK na terenie Śródmieścia Południowego. Po wojnie trafił do Technicznej Szkoły Wojsk Lotniczych w Zamościu. Służbę w Wojsku Polskim zakończył w stopniu plutonowego podchorążego.
12 lipca 2021 został wybrany członkiem Zarządu Związku Powstańców Warszawskich.

## Wybrane odznaczenia
- Krzyż Oficerski Orderu Odrodzenia Polski (2009)[7],
- Warszawski Krzyż Powstańczy[1]